# Crono de les Nacions-Les Herbiers-Vendée femenina
La Crono de les Nacions-Les Herbiers-Vendée femenina també coneguda com a Chrono des Nations femenina és una cursa femenina de ciclisme d'un dia en format contrarellotge que es celebra a França des de l'any 1987. El mateix dia es realitza la cursa en modalitat masculina amb el mateix nom. Està integrada dins el calendari femení de l'UCI com a cursa de categoria 1.1. Es disputa anualment a Les Herbiers. La primera vencedora fou la francesa Jeannie Longo que té el rècord amb sis de victòries a la prova.

## Palmarès
| Any  | Vencedora           | Segona                  | Tercera                   |         |
| ---- | ------------------- | ----------------------- | ------------------------- | ------- |
| 1987 | Jeannie Longo       | Cécile Odin             | Roberta Bonanomi          |         |
| 1988 | Maria Canins        | Cécile Odin             | Annie Rebière             |         |
| 1989 | Maria Canins        | Nathalie Six            | Fiona Madden              |         |
| 1990 | Astrid Schop        | Fiona Madden            | Leontien van Moorsel      |         |
| 1991 | Nathalie Gendron    | Astrid Schop            | Laurence Leboucher        |         |
| 1992 | Jeannie Longo       | Barbara Ganz            | Luzia Zberg               |         |
| 1993 | Roselyne Riou       | Georgina Pechard        | Margareth Castel-Heurtaux |         |
| 1994 | Marion Clignet      | Roselyne Riou           | Maryline Salvetat         |         |
| 1995 | Jeannie Longo       | Roselyne Riou           | Chrystèle Richard         |         |
| 1996 | Chrystèle Richard   | Maryline Salvetat       | Françoise Leprod'homme    |         |
| 1997 | Zulfià Zabírova     | Maryline Salvetat       | Roselyne Riou             |         |
| 1998 | Zulfià Zabírova     | Géraldine Loewenguth    | Florence Marrens          |         |
| 1999 | Zulfià Zabírova     | Géraldine Loewenguth    | Walentina Polchanowa      |         |
| 2000 | Jeannie Longo       | Géraldine Loewenguth    | Maryline Salvetat         |         |
| 2001 | Edwige Pitel        | Blandine Camus          | Élodie Touffet            |         |
| 2002 | Zulfià Zabírova     | Jeannie Longo           | Cathy Moncassin-Prime     |         |
| 2003 | Margaret Hemsley    | Joane Somarriba Arrola  | Kathryn Watt              |         |
| 2004 | Edwige Pitel        | Kathryn Watt            | Zulfià Zabírova           |         |
| 2005 | Edwige Pitel        | Priska Doppmann         | Marina Jaunâtre           |         |
| 2006 | Priska Doppmann     | Zulfià Zabírova         | Marina Jaunâtre           |         |
| 2007 | Susanne Ljungskog   | Bridie O'Donnell        | Priska Doppmann           |         |
| 2008 | Susanne Ljungskog   | Jeannie Longo           | Charlotte Becker          |         |
| 2009 | Jeannie Longo       | Trine Schmidt           | Julia Shaw                |         |
| 2010 | Jeannie Longo       | Amber Neben             | Edwige Pitel              |         |
| 2011 | Amber Neben         | Kristin Armstrong       | Olga Zabelínskaia         |         |
| 2012 | Amber Neben         | Alison Tetrick          | Edwige Pitel              |         |
| 2013 | Hanna Solovei       | Alison Tetrick          | Elisa Longo Borghini      |         |
| 2014 | Hanna Solovei       | Alison Tetrick          | Mélodie Lesueur           |         |
| 2015 | Tatiana Antóixina   | Hanna Solovei           | Ann-Sophie Duyck          |         |
| 2016 | Ann-Sophie Duyck    | Hayley Simmonds         | Lotta Lepistö             |         |
| 2017 | Audrey Cordon-Ragot | Ann-Sophie Duyck        | Hayley Simmonds           |         |
| 2018 | Olga Zabelínskaia   | Emma Norsgaard          | Audrey Cordon-Ragot       |         |
| 2019 | Leah Thomas         | Vita Heine              | Emma Norsgaard            |         |
| 2020 | suspesa             | suspesa                 | suspesa                   | suspesa |
| 2021 | Marlen Reusser      | Anna Kiesenhofer        | Mieke Kröger              |         |
| 2022 | Ellen van Dijk      | Valeria Kononenko       | Amber Neben               |         |
| 2023 | Anna Kiesenhofer    | Christina Schweinberger | Valeria Kononenko         |         |
| 2024 | Grace Brown         | Vittoria Guazzini       | Anna Kiesenhofer          |         |
| 2025 |                     |                         |                           |         |

### Palmarès júnior
| Any  | Vencedora              | Segona              | Tercera              |
| ---- | ---------------------- | ------------------- | -------------------- |
| 2007 | Audrey Cordon          | Jennifer Letue      | Élodie Le Bail       |
| 2008 | Mélodie Lesueur        | Jennifer Letue      | Margot Ortega        |
| 2009 | Pauline Ferrand-Prévot | Aude Biannic        | Alexia Muffat        |
| 2010 | Hanna Solovey          | Alexia Muffat       | Mathilde Favre       |
| 2011 | Pauliena Rooijakkers   | Mathilde Favre      | Eugénie Duval        |
| 2012 | Manon Bourdiaux        | Knesiya Dobrynina   | Marine Strappazzon   |
| 2013 | Séverine Eraud         | Fanny Zambon        | Olena Demidova       |
| 2014 | Marion Borras          | Greta Richioud      | Fanny Zambon         |
| 2015 | Marion Borras          | Henrietta Colborne  | Typhaine Laurance    |
| 2016 | Dorine Granade         | Lisa Morzenti       | Clara Copponi        |
| 2017 | Marie Le Net           | Dorine Granade      | Alana Castrique      |
| 2018 | Rozemarijn Ammerlaan   | Zoé Delachaux       | Maryanne Hinault     |
| 2019 | Maëva Squiban          | Florian Huet        | Glorija Van Mechelen |
| 2020 | suspesa                | suspesa             | suspesa              |
| 2021 | Bénédicte Ollier       | Faustine Croguennoc | Coline Raby          |
| 2022 | Églantine Rayer        | Aurore Pernollet    | Clémence Chéreau     |
| 2023 | Léane Tabu             | Titia Ryo           | Alice Toniolli       |
| 2024 | Luca Vierstraete       | Ambre Jouault       | Milana Ushakova      |